# Constitución del Reino Unido
La Constitución del Reino Unido es el conjunto de leyes y principios bajo los cuales se gobierna el Reino Unido.
A diferencia de muchas otras naciones, el Reino Unido no tiene ningún documento constitucional único. En este sentido, se dice que no tiene una constitución escrita, sino que tiene una no codificada. Gran parte de la Constitución británica se plasma en documentos escritos, dentro de leyes, sentencias judiciales, y tratados. La Constitución tiene otras fuentes no escritas, que incluyen convenciones constitucionales parlamentarias (como se establece en Erskine May) y prerrogativas reales.
Históricamente, No Act of Parliament can be unconstitutional, for the law of the land knows not the word or the idea.
Desde la Revolución de 1688, la piedra angular de la Constitución británica ha sido tradicionalmente la doctrina de la soberanía parlamentaria, según la cual los estatutos que se aprueban por el Parlamento son la fuente suprema y última de su ley (la del Reino Unido). De ello se desprende que el Parlamento puede cambiar la constitución simplemente cuando se aprueban nuevas leyes. Existía cierto debate sobre si este principio seguía siendo plenamente válido hoy en día, en parte debido a la pertenencia del mismo Reino Unido a la Unión Europea, sin embargo, con la salida del Reino Unido de la Unión Europea dicho debate resulta estéril.

## Principios clave

### La supremacía parlamentaria y el imperio de la ley
En el siglo XIX, A.V. Dicey, un especialista en derecho constitucional y abogado de gran influencia, escribió sobre los dos pilares de la constitución británica en su obra clásica An Introduction to the Study of the Law of the Constitution (1885). Estos pilares son, en primer lugar, el principio de la soberanía parlamentaria; y, en segundo lugar, el imperio de la ley. El primero significa que el Parlamento es el máximo órgano legislativo: sus leyes son la principal fuente del Derecho inglés (el concepto de la soberanía parlamentaria se disputa en el Derecho escocés, vea MacCormick v Lord Advocate). Este último es la idea de que todas las leyes y acciones gubernamentales se ajusten a ciertos principios fundamentales e inmutables. Estos principios fundamentales incluyen la aplicación igualitaria de la ley: todo el mundo es igual ante la ley y ninguna persona está por encima de la ley, incluyendo aquellos en el poder. Otro es que ninguna persona es punible en el cuerpo o bienes sin una violación de la ley: según lo sostenido en Entick v Carrington, a menos que exista una clara violación de la ley, las personas son libres de hacer cualquier cosa, salvo que la ley diga lo contrario; por lo que no hay castigo sin una clara violación de la ley.
De acuerdo con la doctrina de la soberanía parlamentaria, el Parlamento podría aprobar cualquier ley que desee. Por el contrario, en países con una constitución codificada, el órgano legislativo tiene normalmente prohibida la aprobación de leyes que contradigan esta constitución: las reformas constitucionales requieren un procedimiento especial que es más arduo que el de las leyes ordinarias.
Hay muchas leyes del Parlamento que a su vez tienen importancia constitucional. Por ejemplo, el Parlamento tiene el poder de determinar la duración de su propia legislatura. Por las Parliament Acts de 1911 y 1949, la duración predeterminada de un mandato de la Asamblea es de cinco años, pero este puede ser prorrogado con el consentimiento de ambas Cámaras. Este poder fue utilizado por última vez durante la Segunda Guerra Mundial para extender la vida útil del parlamento de 1935 en incrementos anuales hasta 1945. Sin embargo, el soberano conserva la facultad de disolver el Parlamento en cualquier momento con el asesoramiento del Primer Ministro. Asimismo, el Parlamento tiene el poder de cambiar la composición de sus cámaras constituyentes y la relación entre ellas. Algunos ejemplos son la House of Lords Act de 1999 que cambió la composición de la Cámara de los Lores, las Parliament Acts de 1911 y 1949, que alteró la relación entre la Cámara de los Comunes y la Cámara de los Lores, y la Reform Act de 1832 que hizo cambios importantes en el sistema utilizado para elegir a los miembros de la Cámara de los Comunes.
El poder otorgado al Parlamento incluye la facultad de determinar la línea de sucesión al trono británico. Este poder fue usado más recientemente para aprobar el Acta de la Declaración de Abdicación de Su Majestad de 1936, que daba efecto constitucional a la abdicación de Eduardo VIII y eliminó a cualquiera de sus descendientes putativos de la sucesión. Asimismo, el Parlamento tiene el poder de eliminar o regular los poderes ejecutivos del Soberano.
El Parlamento se compone del Soberano, la Cámara de los Comunes y la Cámara de los Lores. La Cámara de los Comunes consta de 650 miembros elegidos por el pueblo mediante distritos uninominales en virtud de un sistema de elección por mayoría simple. Tras la aprobación de la House of Lords Act de 1999, la Cámara de los Lores se compone de 26 obispos de la Iglesia de Inglaterra (Lores Espirituales), 92 representantes elegidos de los pares hereditarios, y varios cientos de pares vitalicios. La facultad de nombrar a los obispos de la Iglesia de Inglaterra, y de crear pares hereditarios y vitalicios, es ejercida por el Soberano con el asesoramiento del Primer Ministro. Por las Parliament Acts de 1911 y 1949 la legislación puede, en determinadas circunstancias, aprobarse sin el consentimiento de la Cámara de los Lores. A pesar de que toda la legislación debe recibir la aprobación del soberano (sanción real), ningún Soberano ha negado tal sanción desde 1708.
Tras la adhesión del Reino Unido a la Comunidad Económica Europea (ahora Unión Europea) en 1972, el Reino Unido quedó obligado por la legislación europea y, más importante, el principio de la supremacía del Derecho de la Unión Europea. De acuerdo con este principio, que fue esbozado por la Corte Europea de Justicia en 1964 en el caso de Costa contra ENEL, las leyes de los Estados miembros que entren en conflicto con las leyes de la UE deben de dejarse sin aplicar por los tribunales de los estados miembros. El conflicto entre los principios de la primacía del derecho comunitario y de la supremacía parlamentaria se puso de manifiesto en la sentencia Thoburn contra el Ayuntamiento de Sunderland, la cual sostenía que la European Communities Act de 1972, la ley que inició la participación británica en la UE, no podía ser implícitamente derogada por la simple aprobación de legislación posterior incompatible con la legislación europea. El tribunal fue más allá y sugirió que la Ley de 1972 formó parte de una categoría de "estatutos constitucionales" especiales que no eran objeto de derogación implícita. Esta excepción a la doctrina de la derogación tácita era una novedad, aunque el tribunal declaró que permanecía abierto para el Parlamento la posibilidad de derogar expresamente la ley. Es políticamente inconcebible en la actualidad que el Parlamento lo haga, y los abogados constitucionales también han cuestionado si tal paso sería tan sencillo en sus efectos legales como podría parecer. La sentencia Thoburn fue dictada sólo por la Divisional Court (parte de la High Court), que ocupa un nivel relativamente bajo en el sistema jurídico.
La Cámara de los Comunes es la única que posee el poder de aprobar una moción de censura contra el Gobierno, la cual exige que el Gobierno o bien renuncie o bien solicite nuevas elecciones (ver más abajo). Dicha moción no requiere aprobación de los Lores, ni sanción real.
El Parlamento también ha tenido tradicionalmente la facultad de destituir a los miembros del gobierno por impeachment (con los Comunes iniciando el impeachment y los Lords juzgando el caso), aunque este poder no se ha utilizado desde 1806. Por la Constitutional Reform Act de 2005, tiene la facultad de destituir a los jueces de su cargo por mala conducta.
Además, Dicey ha observado que la Constitución de Bélgica "se acerca mucho a la reproducción escrita de la Constitución Inglesa."

### Estado unitario
El Reino Unido se compone de cuatro países constituyentes diferentes: Inglaterra, Gales, Escocia e Irlanda del Norte. Sin embargo, es un Estado unitario, no una federación (como los Estados Unidos, Alemania, Brasil o Rusia) o una confederación (como la antigua Serbia y Montenegro). Aunque Escocia, Gales e Irlanda del Norte, a partir de 2001, poseen sus propias legislaturas y ejecutivos, Inglaterra no (ver West Lothian question). La autoridad de todos estos órganos depende de las leyes del Parlamento y que pueden, en principio, ser suprimidos por deseo del Parlamento del Reino Unido. Un ejemplo histórico de una legislatura que fue creada por ley del Parlamento y suprimida más adelante es el Parlamento de Irlanda del Norte, la cual fue creada por la Ley de Gobierno de Irlanda de 1920 y abolida, en respuesta a la violencia política a gran escala en Irlanda del Norte, por la Ley de Constitución de Irlanda del Norte de 1973 (desde entonces a Irlanda del Norte se le ha dado otra asamblea legislativa bajo la Ley de Irlanda del Norte de 1998). Asimismo, el Consejo del Gran Londres fue abolido en 1986 por la Ley de Gobierno Local de 1985, y una institución similar, la Autoridad del Gran Londres fue creada en 2000 por la la Ley de Autoridad del Gran Londres de 1999.
El Parlamento no tiene ninguna cámara comparable al Senado de Estados Unidos (que tiene una representación equitativa de cada Estado de los EE.UU.) o el Bundesrat alemán (cuya composición es determinada por los gobiernos de los Estados de Alemania). Inglaterra tiene más del 80% de la población del Reino Unido, produce más del 80% de su producto interno bruto y contiene la capital, Londres.
En Inglaterra la iglesia oficial es la Iglesia de Inglaterra. En Escocia, no hay una iglesia estatal, aun habiendo sido reconocida oficialmente la Iglesia de Escocia no tiene ese estatus dentro de la Ley de la Iglesia de Escocia de 1921; Gales e Irlanda del Norte no tienen una iglesia establecida. Inglaterra y Gales comparten el mismo sistema legal, mientras que Escocia e Irlanda del Norte tienen su propio sistema jurídico distintivo. Estas distinciones fueron creadas como resultado de que el Reino Unido se creó por la unión de países independientes de acuerdo con los términos del Tratado de Unión de 1706, ratificado por las Leyes de Unión de 1707.

### Monarquía constitucional
El Reino Unido es una monarquía constitucional: la sucesión al trono británico es hereditaria.
En virtud de la Constitución británica, el soberano goza de amplios poderes ejecutivos, conocidos como la prerrogativa real. En el ejercicio de estas facultades, sin embargo, el soberano normalmente delega en el Primer Ministro o de otros ministros. Este principio, que se remonta a la Restauración inglesa, fue formulada por el escritor victoriano Walter Bagehot como "la Reina reina, pero no gobierna".
El alcance exacto de la prerrogativa real nunca ha sido formalmente delineado, pero en 2004, el Gobierno de Su Majestad publicó algunos de los poderes, a fin de ser más transparente:
Poderes internos
- El poder de destituir y nombrar a un Primer Ministro
- El poder de destituir y nombrar a otros ministros
- La facultad de convocar, prorrogar y disolver el Parlamento
- La facultad de conceder o rechazar la sanción real a los proyectos de ley (haciéndolos válidos y, por lo tanto, leyes)
- El poder de nombrar oficiales de las Fuerzas Armadas
- El poder de comandar las Fuerzas Armadas del Reino Unido
- La facultad de nombrar a los miembros del Consejo de la Reina
- El poder para conceder y retirar pasaportes
- La facultad de conceder prerrogativa de gracia (aunque la pena capital se abolió, este poder se sigue utilizando para subsanar los errores en el cálculo de sentencias)
- La facultad de conceder honores
- El poder de crear empresas a través de la carta real
- La facultad de nombrar obispos y arzobispos de la Iglesia de Inglaterra.

Poderes exteriores
- La facultad de ratificar y hacer tratados
- El poder de declarar la guerra y la paz
- El poder de desplegar las Fuerzas Armadas en el extranjero
- La facultad de reconocer Estados
- El poder de acreditar y recibir a diplomáticos

Las prerrogativas más importantes todavía personalmente ejercidas por el soberano son la elección de a quién nombrar Primer Ministro, y si se debe conceder la disolución del Parlamento a petición del Primer Ministro. La ocasión más reciente en la cual el monarca ha tenido que ejercer estos poderes fue en febrero de 1974, cuando el Primer Ministro Edward Heath, renunció después de no lograr la mayoría absoluta en el Parlamento. La reina Isabel II nombró a Harold Wilson, líder del Partido Laborista, como primer ministro, ejerciendo su prerrogativa tras una amplia consulta con el Consejo Privado. El Partido Laborista tuvo el mayor número de escaños en la Cámara de los Comunes, pero no una mayoría absoluta. Las elecciones generales de 2010 también dieron lugar a un parlamento sin mayoría. Después de varios días de negociaciones, entre los partidos, la reina Isabel II invitó a David Cameron para formar un gobierno por consejo del primer ministro saliente, Gordon Brown.
El Soberano normalmente acepta cualquier solicitud del Primer Ministro para la disolución del Parlamento. Sin embargo, varias autoridades coinciden en que un Primer Ministro al que se concede la disolución debe ganar al menos un voto de confianza de los Comunes recién elegidos antes de que él o ella tenga el derecho de solicitar cualquier disolución posterior. Esto significaría que, por ejemplo, un primer ministro en funciones que sufra la derrota en una elección general, y que sea derrotado entonces en la primera moción de confianza que él o ella haga frente a los nuevos Comunes, no se le concedería una disolución. Ningún rechazo de una disolución solicitada ha sucedido desde el comienzo del siglo XX.
El último soberano en destituir a un Primer Ministro que no había sufrido una derrota en una moción de confianza en la Cámara de los Comunes, o en nombrar a un Primer Ministro que claramente no disfrutaba de una mayoría en esa Cámara, fue Guillermo IV en 1834 quien destituyó al Gobierno de Lord Melbourne, reemplazándolo por el Duque de Wellington.
La reina Victoria fue la última soberana en vetar un nombramiento ministerial. En 1892, ella rechazó el consejo de William Ewart Gladstone de incluir a Henry Labouchère (un radical que había insultado a la familia real) en el Consejo de Ministros.
El último soberano en vetar una legislación aprobada por el Parlamento fue la reina Ana, quien se negó a sancionar la Scottish Militia Bill de 1708.
La prerrogativa real no es ilimitada; esto se estableció en el Case of Proclamations (1610), el cual confirmó que ninguna nueva prerrogativa pueden ser creada y que el Parlamento puede abolir las prerrogativas individuales.

### El primer ministro y el Gobierno
El Primer Ministro es nombrado por el soberano. Cuando un partido tiene una mayoría absoluta en la Cámara de los Comunes, el soberano nombra al líder de ese partido como primer ministro. Cuando hay un parlamento sin mayoría, o la identidad del líder del partido mayoritario no está clara (como ocurría a menudo con el Partido Conservador hasta la década de 1960, y con todos las partidos en el siglo XIX), el soberano tiene más flexibilidad en su elección. El soberano nombra y destituye a los demás ministros con el asesoramiento del Primer Ministro (y estos nombramientos y ceses se producen con bastante frecuencia, como parte de los reajustes del gabinete). El Primer Ministro, junto con otros ministros, forman el Gobierno. El Gobierno a menudo incluye a ministros cuyos cargos son sinecuras (como el Canciller del Ducado de Lancaster) o ministros que no tienen responsabilidades específicas (ministro sin cartera): estas posiciones puedan ser utilizadas por el Primer Ministro como una forma de mecenazgo o de recompensa para funcionarios como el presidente del partido gobernante con un salario del gobierno.
Si los Comunes votan contra el Gobierno en una cuestión de confianza, el Primer Ministro debe o dimitir (junto con todo el gobierno) o pedir al Soberano disolver el Parlamento y convocar nuevas elecciones. El Gobierno renuncia por lo general inmediatamente después de la derrota en una elección general, aunque esto no es estrictamente necesario. Por ejemplo, el gobierno de Stanley Baldwin perdió su mayoría en las elecciones generales de diciembre de 1923, pero no renunció hasta que fueron derrotados en un voto de confianza en enero de 1924. Una petición del Primer Ministro para disolver el Parlamento suele concederse por el Soberano, pesar de que el soberano puede rechazar la solicitud, inmediatamente después de una elección general, y en lugar de ello invitar a otro líder a formar gobierno.
El Primer Ministro y los demás ministros asumen el cargo inmediatamente después de su nombramiento por el Soberano. En el Reino Unido, a diferencia de muchos otros países, no hay necesidad de un voto formal de aprobación por el poder legislativo ni del Gobierno en su conjunto ni de sus miembros individuales antes de que puedan asumir el cargo.
El Primer Ministro y los demás Ministros normalmente sirven al mismo tiempo como miembros de la Cámara de los Comunes o de la Cámara de los Lores, y están obligados por responsabilidad colectiva a emitir su votos parlamentarios para la posición del Gobierno, a pesar de sus sentimientos personales o los intereses de sus electores. El Primer Ministro es normalmente un miembro de la Cámara de los Comunes. El último Primer Ministro en ser miembro de la Cámara de los Lores fue Alec Douglas-Home; sin embargo, renunció a los Lores y se convirtió en un miembro de los Comunes poco después de su nombramiento como Primer Ministro en 1963 (hubo un período de alrededor de dos semanas durante el cual sirvió como primer ministro a pesar de no pertenecer a ninguna Cámara). El último Primer Ministro en servir durante una administración completa en la Cámara de los Lores fue Robert Cecil, tercer marqués de Salisbury, quien sirvió hasta 1902.
Así, el ejecutivo ("El Gobierno de Su Majestad") se "fusiona" con el Parlamento. Debido a una serie de factores, como el declive de la Soberana y la Cámara de los Lores como actores políticos independientes, un sistema electoral que tiende a producir mayorías absolutas para un partido en los Comunes, y la fuerza de la disciplina de partido en los Comunes (incluyendo la incorporada en la votación de nómina en favor del Gobierno), el Primer Ministro tiende a tener amplios poderes revisados sólo por la necesidad de conservar el apoyo de sus propios diputados. La frase dictadura electiva fue acuñada por el ex Lord canciller Quintin Hogg en 1976 para poner de relieve el enorme poder potencial de gobierno que ofrece la Constitución.
La necesidad de un Primer Ministro de conservar el apoyo de sus propios diputados fue ilustrada por el caso de Margaret Thatcher, quien renunció en 1990 después de ser cuestionada por la dirección del Partido Conservador. La fuerza de la disciplina de partido dentro de los Comunes, impuesta por el sistema de látigo, lo demuestra el hecho de que las dos votaciones más recientes en las que fue derrotado un gobierno ocurrieron en 1986 y 2005.

### Judicatura
Como se mencionó anteriormente, existen tres sistemas judiciales separados en el Reino Unido: el de Inglaterra y Gales, el de Escocia y el de Irlanda del Norte. Bajo la Ley de Reforma de la Constitución de 2005, el tribunal de última instancia para todos los casos, con excepción de los casos penales de Escocia, es el recién creado Tribunal Supremo del Reino Unido: para los casos penales escoceses el tribunal de apelación de última instancia sigue siendo el Alto Tribunal de Justicia.
Las vacantes en el Tribunal Supremo son cubiertas por el Soberano basándose en la recomendación de una comisión especial de selección compuesta por el Presidente del Tribunal, el Vicepresidente y miembros de las comisiones de nombramientos judiciales de los tres sistemas judiciales del Reino Unido. La elección de la comisión puede ser vetada por el Lord canciller (un ministro del gobierno). Los miembros del Tribunal Supremo podrán ser destituidos de sus cargos por el Parlamento, pero sólo por mala conducta.
Los jueces no pueden sentarse o votar en cualquiera de las Cámaras del Parlamento (antes de la ley de 2005, se les hubiese permitido participar y votar en la Cámara de los Lores).

### Iglesia de Inglaterra
La Iglesia de Inglaterra es la iglesia oficial en Inglaterra (es decir, no en Escocia, Gales ni Irlanda del Norte). El Soberano es ex officio Gobernador Supremo de la Iglesia de Inglaterra, y es requerido por el Acta de Establecimiento de 1701 a "unirse en comunión con la Iglesia de Inglaterra". Como parte de la ceremonia de coronación, el Soberano hace un juramento para "mantener y conservar inviolablemente el arreglo de la Iglesia de Inglaterra, y la doctrina, culto, disciplina y gobierno de la misma, como por la ley establecida en Inglaterra" antes de ser coronado por el clérigo superior de la Iglesia, el Arzobispo de Canterbury - un juramento similar en relación con la oficial Iglesia de Escocia, que es una iglesia presbiteriana, que ya ha sido dado por el nuevo soberano en su Accession Council. Todo el clero de la Iglesia presta un juramento de lealtad al Soberano antes de asumir el cargo.
El Parlamento tiene la autoridad de aprobar leyes que regulen la Iglesia de Inglaterra. En la práctica, gran parte de esta autoridad se delega al Sínodo General de la Iglesia. El nombramiento de los obispos y arzobispos de la Iglesia se inscribe en la prerrogativa real. En la práctica actual, el primer ministro hace la elección de dos candidatos propuestos por una comisión de miembros prominentes de la Iglesia, entonces pasa su elección a la Soberana. El Primer Ministro desempeña este papel a pesar de que él mismo puede no ser miembro de la Iglesia de Inglaterra o incluso un cristiano—por ejemplo, Clement Attlee era un agnóstico que se describió como "incapaz de sentimiento religioso".
A diferencia de muchos países de la Europa continental, el Reino Unido no financia directamente la iglesia oficial con dinero público (aunque muchas escuelas concertadas de voluntarios financiadas con fondos públicos son administradas por fundaciones religiosas, entre ellas las de la Iglesia de Inglaterra). En cambio, la Iglesia de Inglaterra depende de las donaciones, la tierra y las inversiones.

### Leyes del Parlamento

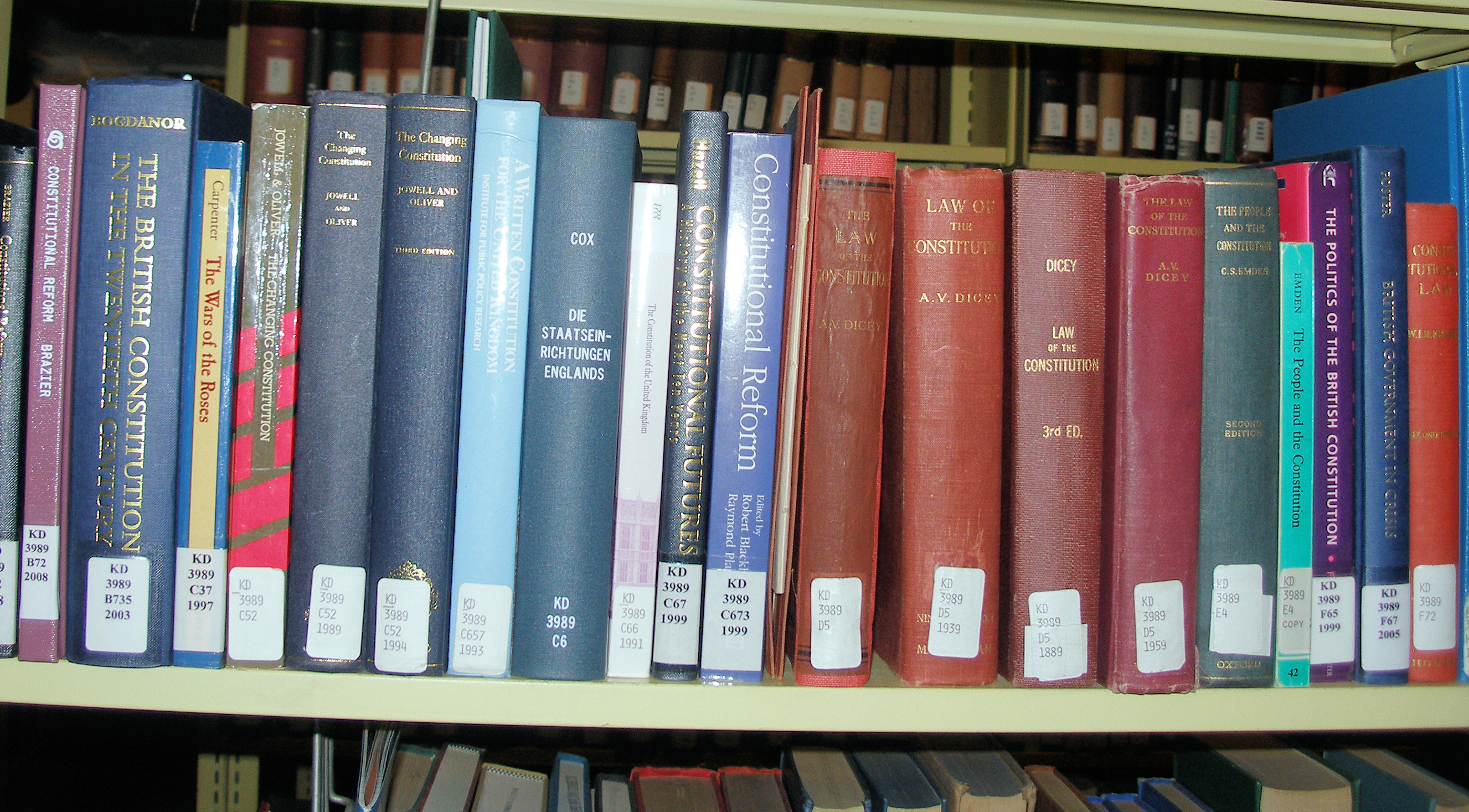
Uno de varios estantes llenos de libros acerca de la constitución del Reino Unido en una biblioteca de derecho

Las Leyes del Parlamento son leyes (estatutos) que han recibido la aprobación del Parlamento - es decir, el Soberano, la Cámara de los Lores y la Cámara de los Comunes. En raras ocasiones, la Cámara de los Comunes utiliza las "Leyes del Parlamento" (la Ley del Parlamento de 1911 y la Ley del Parlamento de 1949) para aprobar legislación sin la aprobación de la Cámara de los Lores. Es algo inaudito en los tiempos modernos que el Soberano se niegue a sancionar un proyecto de ley, aunque la posibilidad fue contemplada por Jorge V en relación con la ferozmente polémica Ley de Gobierno de Irlanda de 1914.
Las leyes del Parlamento son algunas de las fuentes más importantes de la Constitución. Según el punto de vista tradicional, el Parlamento tiene la capacidad de legislar como lo desee en cualquier tema que desee. Por ejemplo, la mayor parte del estatuto icónico medieval conocida como Carta Magna ha sido derogada desde 1828, a pesar de haber sido previamente considerado como sacrosanto. Tradicionalmente ha ocurrido que a los tribunales se les impide cuestionar cualquier Ley del Parlamento, un principio que se remonta al período medievales. Por otra parte, este principio no ha estado exento de disidentes y críticos a través de los siglos, y las actitudes de la judicatura en este campo pueden ser cambiantes.
Una de las consecuencias del principio de soberanía parlamentaria es que no hay una jerarquía entre las leyes del Parlamento: toda la legislación parlamentaria es, en principio, de la misma validez y eficacia. Sin embargo, la sentencia de Lord Justice Laws en el caso Thoburn en 2002 indica que puede haber una clase especial de "estatutos constitucionales", tales como la Carta Magna, los Ley de derechos humanos de 1998, la Ley de las Comunidades Europeas de 1972, el Acta de Unión y la Bill of Rights que tienen un rango superior al de otras leyes. Esta parte de su juicio era "obiter" (es decir, no vinculante) - y, de hecho, era controvertida. Queda por ver si la doctrina será aceptada por otros jueces.

### Tratados
Los tratados, en la ratificación, no son automáticamente incorporados a la legislación del Reino Unido. Los tratados importantes se han incorporado al derecho interno mediante Leyes del Parlamento. A la Convención Europea de Derechos Humanos, por ejemplo, se le ha dado "efecto adicional" en el derecho interno a través de la exposición de motivos de la Ley de derechos humanos de 1998.
Además, el Tratado de Unión de 1707 fue importante en la creación del Estado unitario que existe hoy en día. El tratado fue entre los gobiernos de Inglaterra y Escocia y se llevó a efecto en dos Leyes de la Unión, que fueron aprobadas por los parlamentos de Inglaterra y Escocia, respectivamente. El Tratado, así como las Leyes posteriores, trajeron a la existencia al Reino de Gran Bretaña, uniendo el Reino de Inglaterra y el Reino de Escocia.

### Derecho de la Unión Europea
Según la legislación europea, desarrollada por el TJUE, el Tratado CE ha creado un "nuevo orden jurídico" bajo el cual la validez de la legislación comunitaria no puede ser impedida por el derecho nacional, aunque el Reino Unido, al igual que varios otros miembros de la UE, no comparte interpretación monista del TJCE, sin condiciones, acepta la supremacía del Derecho comunitario en la práctica.: 344  Dado que, en el Reino Unido, el derecho internacional es tratado como un cuerpo separado de derecho, la legislación de la UE es aplicable sólo sobre la base de una Ley del Parlamento, tales como la European Communities Act 1972, que establece la supremacía de la ley de la UE.: 344  La supremacía del derecho de la UE ha sido confirmada por la Cámara de los Lores, como en el litigio Factortame. En respuesta a los comentarios sobre la decisión de anular la legislación nacional sobre la base de la legislación de la UE, Lord Bridge escribió: "Bajo los términos de la Ley de 1972, siempre ha estado claro que era el deber de un tribunal del Reino Unido, al dictar sentencia definitiva, anular cualquier norma de Derecho nacional que entre en conflicto con cualquier norma de aplicación directa del Derecho comunitario.": 367–368 

En un análisis, la legislación de la UE no es más que una subcategoría del derecho internacional que depende para su efecto en una serie de tratados internacionales (en particular el Tratado de Roma y el Tratado de Maastricht). Por lo tanto, tiene efecto en el Reino Unido en la medida en que el Parlamento le permite tener efecto, por medio de leyes tales como la Ley de las Comunidades Europeas de 1972, y el Parlamento podría, como cuestión de derecho británico, unilateralmente prohibir la aplicación de la legislación comunitaria en el Reino Unido simplemente legislando para ese efecto. Sin embargo, al menos en la opinión de algunas autoridades británicas, la doctrina de la derogación tácita, que se aplica a los estatutos normales, no se aplica a las "leyes constitucionales", lo que significa que cualquier ley que fue tener prioridad sobre la legislación de la UE (por lo tanto dejando sin efecto la Ley de 1972 las Comunidades Europeas) tendría que prever expresamente esta o de tal manera como para hacer la inferencia "irresistible".: 369  el efecto jurídico real de una ley promulgada con la expresa intención de tomar precedencia sobre la legislación de la UE es todavía poco claro. Sin embargo, se ha afirmado que si el Parlamento repudiase expresamente sus obligaciones en virtud de tratados de los tribunales estarían obligados a dar cumplimiento a una ley correspondiente:

"If the time should come when our Parliament deliberately passes an Act – with the intention of repudiating the Treaty or any provision of it – or intentionally of acting inconsistently with it – and says so in express terms – then... it would be the duty of our courts to follow the statute of our Parliament" (per Lord Denning in Macartys Ltd v Smith [1979] ICR at p. 789)"

### Derecho anglosajón
Existen sistemas de derecho anglosajón en Irlanda del Norte y en Inglaterra y Gales, pero no en Escocia, que cuenta con un sistema híbrido (véase derecho escocés), que conlleva una gran cantidad de derecho anglosajón. Las sentencias judiciales también constituyen habitualmente una fuente de la Constitución: en términos generales en derecho inglés, las sentencias de los tribunales superiores constituyen precedentes o jurisprudencia que obligan a los tribunales y jueces inferiores; el derecho escocés no otorga el mismo estatus a los precedentes y las sentencias en un sistema legal que no tiene un efecto directo en los otros sistemas jurídicos.
Son sentencias judiciales históricamente importantes las del Case of Proclamations, el caso Ship money y Entick v. Carrington, todos los cuales imponen límites al poder del ejecutivo.
Un precedente constitucional aplicable a las colonias británicas es Campbell v. Hall, que efectivamente extendió estas mismas limitaciones constitucionales a cualquier territorio que se le ha concedido una asamblea representativa.

### Convenciones
Muchas convenciones constitucionales británicas son antiguas en origen, aunque otras (como la convención de Salisbury) datan de la memoria viva. Tales convenciones, las cuales incluyen el deber del Monarca de actuar siguiendo el consejo de sus ministros, no son formalmente aplicables en un tribunal de justicia; sino que se observan principalmente "a causa de las dificultades políticas que plantean si no lo son."

### Obras de autoridad
Obras de autoridad es el nombre formal de obras que a veces se citan como interpretaciones de aspectos de la constitución del Reino Unido. La mayoría son obras escritas por los constitucionalistas del XIX o principios del siglo XX, en particular A. V. Dicey, Walter Bagehot y Erskine May.

## Disputas sobre la naturaleza de la Constitución del Reino Unido
El jurista Eric Barendt argumenta que la naturaleza no codificada de la Constitución del Reino Unido no significa que no deba ser caracterizada como una "constitución", pero también afirma que la falta de una efectiva separación de poderes, y el hecho de que la soberanía parlamentaria permite al Parlamento anular los derechos fundamentales, la hace hasta cierto punto una constitución 'de fachada'.
En un artículo, Lord Scarman presenta una argumentación enérgica a favor de una constitución escrita para el Reino Unido, pero todavía se refiere al compromiso de 1688 y las leyes del Parlamento resultantes como una constitución.
A. V. Dicey identificó que en última instancia, "los electores son políticamente soberanos", y el Parlamento es legalmente soberano. Barendt argumenta que la mayor disciplina de los partidos políticos en la Cámara de los Comunes que ha evolucionado desde la época de Dicey, y la reducción de los controles sobre el poder gubernamental , ha dado lugar a un gobierno excesivamente poderoso que no está legalmente limitado por la observancia de los derechos fundamentales. Una Constitución impondría límites a lo que el Parlamento pudiera hacer sin una mayoría legal. Hasta la fecha, el Parlamento del Reino Unido no tiene límite en su poder que no sea la posibilidad de una acción extraparlamentaria (por el pueblo) y de otros estados soberanos (de conformidad con los tratados del Parlamento y de otro tipo).
Los partidarios de una constitución codificada argumentan que fortalecería la protección jurídica de la democracia y la libertad. Como un firme defensor de la "constitución no escrita", Dicey destacó que los derechos ingleses fueron incorporados en el derecho común inglés general de la libertad personal, y "las instituciones y las prácticas de la nación". Los opositores de una constitución escrita argumentan que el país no se basa en un documento fundacional que le dice a sus ciudadanos que son y lo que pueden hacer. También existe la creencia de que cualquier intromisión injustificada en el espíritu de autoridad constitucional sería rígidamente resistida por los británicos, la percepción expuesta por el juez estadounidense del siglo XIX , el juez Bradley en el transcurso de la entrega de sus conclusiones en un caso oído en Louisiana en 1873: "Inglaterra no tiene una constitución escrita, es cierto; pero tiene una no escrita, descansando en los privilegios reconocidos, y frecuentemente declarados, del Parlamento y de el pueblo, violar los cuales en cualquier aspecto esencial produciría una revolución en una hora".

## Devolución
Las reformas desde 1997 han descentralizado el Reino Unido mediante la creación de un Parlamento Escocés transferido y de asambleas en Gales e Irlanda del Norte. El Reino Unido se formó como un estado unitario, aunque Escocia e Inglaterra conservaron sistemas jurídicos distintos. Algunos analistas han manisfestado que el Reino Unido es ahora un estado "cuasi-federal": sólo es "cuasi" federal, debido a que (a diferencia de los otros componentes del RU) Inglaterra no tiene poder legislativo propio, y está gobernada directamente desde Westminster (los organismos descentralizados no son soberanos y podrían, al menos en teoría, ser derogados por el Parlamento —a diferencia de las federaciones "verdaderas", como Estados Unidos, donde los estados constituyentes comparten la soberanía con el gobierno federal—). Los intentos de extender la devolución a las diferentes regiones de Inglaterra se han estancado, y el hecho de que el Parlamento funciona tanto como legislatura británica como legislatura inglesa ha creado cierta insatisfacción (la llamada "cuestión de West Lothian").

## Leyes y convenciones clave
A continuación se enumeran algunos de los estatutos que se pueden considerar "constitucionales" en la naturaleza y algunas de las convenciones más importantes.